# Georg Schmieter
Georg Schmieter (* 23. Februar 1887 in Ribnitz; † 30. Januar 1972 in Augsburg) war ein deutscher Opern- und Operettensänger (Bariton, später Heldentenor) und Schauspieler bei Bühne und Film.

## Leben und Wirken
Georg Schmieter war ein Sohn des Kaufmanns Wilhelm Schmieter und dessen Frau Auguste, geb. Strempel (* 1861). Seine Bühnenkarriere begann in den Jahren 1904/05 als Chorist am Hoftheater Detmold. Als Solist begann er zunächst als Bariton in der Spielzeit 1905/06 am Stadttheater Lübeck. Als knapp Zwanzigjähriger erhielt Schmieter, dessen Bühnenwirken sich zunächst überwiegend auf die Tätigkeit eines Sängers an der Operette konzentrierte, ein Engagement am Stadttheater Rostock, dem er von 1906 bis 1908 angehörte. Es folgte ein weiteres Engagement, noch als Bariton, in der Spielzeit 1908/09 am Stadttheater Kiel.
Anschließend nahm Schmieter in München Gesangsunterricht und ließ seine Stimme zum Tenor umbilden. Als Tenor debütierte er in der Spielzeit 1911/12 am Stadttheater Mülhausen (Mulhouse, Elsass). Von dort ging er für die Spielzeit 1912/13 an das Stadttheater Freiburg. Er spezialisierte sich dabei auf das jugendlich-dramatische Heldentenor-Fach, insbesondere auf Wagner-Partien. In den Folgejahren erhielt er zahlreiche Gast- und Festengagements. Weitere Bühnenstationen waren unter anderem das Opernhaus Breslau (1913–1914), das Hoftheater Kassel (1914–1916), die Wiener Hofoper (1916–1918), das Deutsche Opernhaus Berlin (1918–1919), das Deutsche Theater Prag (1919–1921) und das Landestheater Hannover (1921–1922).
In den Jahren 1922 bis 1924 war er frei gastierend tätig. Seine letzten nachweisbaren Festengagements hatte er am Landestheater Darmstadt (Spielzeit 1924/25) und am Stadttheater Königsberg (Spielzeit 1926/27). Schmieter trat bis Anfang der dreißiger Jahre noch als Opern- und Operettensänger auf.
Schon zu Stummfilmzeiten trat Schmieter, der 1922 seinen Einstand mit dem Cherusker-Fürst Arminius in dem von der Kritik eher mau aufgenommenen historischen Bilderbogen Die Hermannschlacht gegeben hatte, sporadisch vor die Kamera. Ab 1930 wandte er sich ganz dem Film zu und war vor allem beim Tonfilm der 1930er Jahre sehr aktiv. Hier spielte er – 1935/36 auch in einigen Filmen in Österreich – fast nur noch Chargen: mal einen Beleuchter und einen Oberkellner, dann einen Oberst und schließlich einen Gerichtsvollzieher und einen Schlachter in Befreite Hände, seinem letzten Film aus dem Jahre 1939.
Schmieter heiratete 1924 Wally Leonhardt, geb. Weil. Die Ehe wurde 1930 geschieden. Ab 1936 wohnte Schmieter mit seiner zweiten Ehefrau, der Operettensängerin Herta Stary, in Augsburg. 1940 wechselten Georg und Herta Schmieter für einige Jahre nach Chemnitz, kehrten aber kurz nach Kriegsende nach Augsburg zurück. Dort wirkte Schmieter als Gesangslehrer. Er starb 1972 im Alter von 84 Jahren.

## Repertoire
Als Opernsänger trat Schmieter vor allem in Wagner-Partien hervor: Siegmund und Siegfried in Der Ring des Nibelungen, Walther von Stolzing in Die Meistersinger von Nürnberg, und der Parsifal. Im jugendlich-dramatischen Fach stand er unter anderem als Pedro (Tiefland) und als Bacchus (Ariadne auf Naxos) auf der Bühne.

## Filmografie
- 1924: Die Hermannschlacht
- 1927: Luther
- 1928: Wolga-Wolga
- 1929: Die Mitternachts-Taxe
- 1929: Geheimpolizisten
- 1930: Der Schuß im Tonfilmatelier
- 1930: Dolly macht Karriere
- 1930: Der Weg nach Rio
- 1931; Meine Frau, die Hochstaplerin
- 1932: Tannenberg
- 1932: Die elf Schill’schen Offiziere
- 1933: Gretel zieht das große Los
- 1935: Tagebuch der Geliebten
- 1935: Katharina die Letzte
- 1936: Burgtheater
- 1937: Der Schimmelkrieg in der Holledau
- 1938: Schüsse in Kabine 7
- 1938: Fahrendes Volk
- 1939: Befreite Hände